# Distretto di Weißensee
Il distretto di Weißensee (in tedesco Bezirk Weißensee) era un distretto della città tedesca di Berlino.

## Storia
Il distretto di Weißensee fu creato nel 1920 in seguito alla legge istitutiva della “Grande Berlino”, con la quale venivano annessi alla capitale tedesca una serie di città, comuni rurali e territori agricoli dell’immediato circondario.

Il distretto, indicato con il numero 18, comprese le aree fino ad allora costituenti i comuni rurali di Weißensee, Malchow, Wartenberg, Falkenberg e Hohenschönhausen, e i Gutsbezirk di Malchow, Wartenberg e Falkenberg.
Nel 1945 il distretto fu assegnato al settore di occupazione sovietico e quindi a Berlino Est.
Nel 1985 la parte orientale del distretto di Weißensee (Hohenschönhausen, Falkenberg e Wartenberg) entrò a far parte del nuovo distretto di Hohenschönhausen. L'anno successivo, a parziale compensazione, passò al distretto di Weißensee una parte del distretto di Pankow (Blankenburg, Heinersdorf e Karow).
Nel 2001, nell’ambito della riforma amministrativa dei distretti berlinesi, il distretto di Weißensee venne soppresso e il suo territorio assegnato al distretto di Pankow.
L’area dell’ex distretto di Weißensee corrisponde oggi ai quartieri di Blankenburg, Karow, Stadtrandsiedlung Malchow e Weißensee.